# Ardentes
Ardentes  là một xã ở tỉnh Indre khu vực trung bộ Pháp. Xã này có diện tích 62,09 km², dân số thời điểm năm 2005 là 3323 người. Khu vực này có độ cao trung bình 163 mét trên mực nước biển.